# Винниківські
Винникі́вські — київські золотарі XIX століття — батько і сини.
Іван Васильович Винниківський (нар. 1795 — пом. 1868). Навчався у Самсона Стельбицького. 1821 року здобув звання майстра. Серед його учнів відомі київські золотарі: М. Бишевський, В. Охоненко, П. Потильчак, М. Богаєвський. У творчості помітний перехід від традицій барокко і рококо до класицизму. Створив:
- для Києво-Печерської лаври срібну оправу на ікону Феодосія; 4 позолочені рами до ікон «Успіння» і «Преподобні Печерські» (1827);
- для Михайлівського Золотоверхого монастиря у Києві карбовану дошку на раку Варвари.

Твори зберігаються у Києво-Печерському заповіднику.
Тимофій Іванович Винниківський (дати народження і смерті невідомі). У 1860—1870 роках завідував Київською фабрикою золотих і срібних справ. На замовлення Києво-Печерської лаври виконав обрамлення на ікону «Успіння» (1870), срібні шати з 6 вінцями, карбоване стебло лампади на жертовнику та інше в традиціях українського народного золотарства.
Андріан Іванович Винниківський (дати народження і смерті невідомі). У 1869 році виготовив карбовані срібні з позолотою шати на ікону «Влахернська Богородиця» (була подарована лаврою Київській духовній академії з нагоди її 50-річчя). 